# Patricia Janody
Patricia Janody (7 de mayo de 1961) es una psiquiatra, psicoanalista y escritora francesa. 

## Biografía
Hizo estudios de medicina en el Hospital Cochin, en París. En 1989 se tituló con la tesis De la causalidad en las transgresiones. En 1995 presentó una tesis sobre psicopatología y psicoanálisis titulada Contribución al estudio psicopatológico de la disociación y las alucinaciones en la esquizofrenia, bajo la dirección de Pierre Fedida, en la Universidad Diderot de París. Es psicoanalista y antigua directora del programa del Colegio Internacional de Filosofía. Es autora de varias obras y colabora de la revista de psicoanálisis Essaim.

## Obras
En francés
- Hors-zone: Une clinique de l'embranchement, Paris, éditions Epel, 2016.
- Zone frère. Une clinique du déplacement, Paris, éditions Epel, 2014.
- La Répétition, roman, Éditions de L'Olivier, 2002.
- Constructions schizophrènes, constructions cartésiennes, Ramonville Saint-Agne, Érès, 1998.
- Contributions à l'étude psychopathologique de la dissociation et des hallucinations dans la schizophrénie, 1995, thèse non publiée, Université Paris Diderot.

En español
- Zona hermano. Una clínica del desplazamiento, tr. Lucía Rangel, me cayó el veinte, México, 2017.